# Ptah-Patèque
Pour les articles homonymes, voir Ptah (homonymie).
Ptah-Patèque, parfois simplement Patèque, est l'un des multiples aspects du dieu Ptah, démiurge de Memphis ainsi que dieu des orfèvres et des artisans, dans la mythologie égyptienne.

## Origines, attributs et représentation
L’appellation « Patèque » vient d'Hérodote qui, dans ses Histoires, désigne sous ce nom les figures de proue des bateaux phéniciens en forme de nain protecteur. Sa liaison avec Ptah provient, elle, des nains qui étaient, dans l'Antiquité égyptienne, associés généralement à des experts en métallurgie,.
Ptah-Patèque est généralement représenté sous la forme d'un nain vert, difforme, entièrement nu, ayant un ventre bedonnant et une tête disproportionnée par rapport à son corps. Il existe cependant de rares cas où il est paré d'un collier et d'une couronne qui surmonte sa calotte. Contrairement à Ptah, il ne possède ni le pilier Djed, ni le sceptre Ouas, ni l’ânkh, ni la barbe postiche symbole de la royauté. Leur seule similitude réside dans le port de la calotte au sommet de leur tête.
Il était représenté exclusivement sous forme d'amulette en faïence qui protégeait son porteur des forces maléfiques et du chaos.

## Culte
La Basse époque est la période où sa popularité va en grandissant parmi le peuple égyptien qui, en l'associant au dieu Bès dès la XXIIe dynastie, l'exporte dans toute la Méditerranée orientale à l'époque hellénistique.